# Ponitranská magistrála

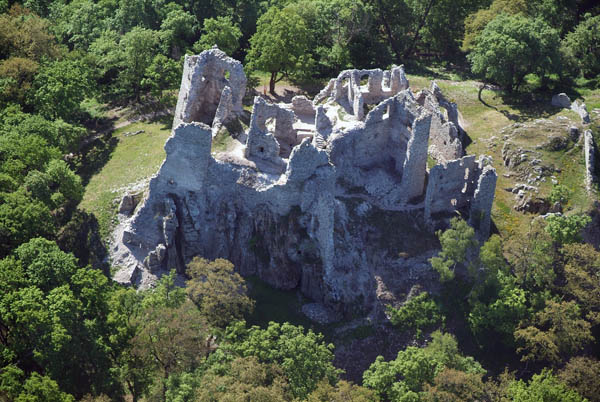
Hrušovský hrad leží přímo na trase magistrály.

Ponitranska magistrála je dálková turistická trasa na Slovensku, spojující Handlovou s Nitrou, vedoucí pohořími Vtáčnik a Tribeč. Trasa dlouhá 107 km je značena červenými turistickými značkami, převýšení je 4 072/3 792 metrů a odhadovaný čas na její přechod je 30.15 hodin.

## Průběh trasy
Magistrála začíná na náměstí v Handlové (420 m n. m.), odkud vede na Velký Grič (972 m n. m.), první vrchol hřebene pohoří Vtáčnik. Pokračuje přes Orlí kameň (1123 m n. m.), Jarabou skálu (1169 m n. m.), Tri chotáre (1144 m n. m.) a Malou Homôľku (1298 m n. m.) na dominantu pohoří i celé magistrály, 1346 metrů vysoký Vtáčnik. Stezka pokračuje hřebenem na Kláštorskou skalu (1279 m n. m.), Rúbaný vrch (1097 m n. m.), vrch Tatra (1015 m) a Suchou horu (879 m) do vesnice Veľké Pole na rozhraní pohoří Vtáčnik a Tribeč.
Po nenáročném výstupu asfaltovou silnicí do sedla v lokalitě Penhýbeľ magistrála opět vstupuje do lesa, tentokrát již v pohoří Tribeč. Traverzuje vrchol Lámaniny, pokračuje přes Brezov Štál, Jedľové Kostoľany a Skýcovský mlýn na Hrušovský hrad (482 m n. m.). Po křížení se silnicí na Skýcov míjí severní okraj obce Lovce a přes vesnici Zlatno (330 m) směřuje na nejvyšší vrchol pohoří Tribeč, vrchol Veľkého Tribeče (830 m). Magistrála schází do Kostoľan pod Tribečom (250 m), obchází hrad Gýmeš a přes Žirany (250 m) stoupá na vrchol Žibrica (585 m) a Zobor (587 m), odkud strmě klesá do Nitry (151 m), kde celá trasa končí.